# Faroa minutiflora
Faroa minutiflora är en gentianaväxtart som beskrevs av P Taylor. Faroa minutiflora ingår i släktet Faroa och familjen gentianaväxter. Inga underarter finns listade i Catalogue of Life.